# Sergueï Mikaelian
Pour les articles homonymes, voir Mikaelian.
Ne pas confondre avec Sergey Mikayelyan, fondeur arménien.
Sergueï Guérassimovitch Mikaelian (russe : Сергей Герасимович Микаэлян), né le 1er novembre 1923 à Moscou et mort le 10 décembre 2016 à Saint-Pétersbourg, est un réalisateur et scénariste du cinéma soviétique, artiste du Peuple de la RSFS de Russie en 1983.

## Biographie
Le père du futur artiste, Guérassim Sergueïevitch Mikaelian, écrivain d'origine arménienne, est arrêté lors des purges staliniennes. La famille attend longtemps de ses nouvelles, en vain. Seul un petit mot leur parvient de Vologda en 1940. Plus tard, Mikaelian fils apprend que son père est mort à la gare de Zouïevo, lors du transfert de la prison de Vologda au camp de Viatlag (ru) dans l'Oblast de Kirov, en 1942.
Lors de la Seconde Guerre mondiale Sergueï Mikaelian fait partie de la brigade de prévention des incendies lors des bombardements sur Moscou, puis, il est mobilisé. Il participe entre autres à la bataille de Rjev. Blessé à plusieurs reprises, il est décoré de l'Ordre de la Guerre patriotique, l'Ordre de la Gloire, la Médaille pour la victoire sur l'Allemagne.
De retour à la vie civile, Mikaelian s'inscrit à l'Académie russe des arts du théâtre où ses professeurs sont Boris Zakhava, Andreï Popov et Maria Knebel. Diplômé en 1951, il travaille comme metteur en scène des théâtres de Saratov et Gorki. Il occupe le poste de directeur artistique au Théâtre russe Maxime Gorki de Tachkent de 1954 à 1956. À partir de 1956, commence sa carrière de réalisateur du studio Lenfilm. En 1959, il suit une formation de réalisateur à Mosfilm. De 1959 à 1961 de il travaille à Gorki Film Studio. En 1976, on lui attribue le prix d'État de l'URSS pour le film La Prime sorti en 1974 et mettant en vedette Evgueni Leonov,. 
Son film Vol 222 réalisé en 1985, basé sur un fait réel, la défection à l'ouest d'Alexander Godunov, artiste du Bolchoï, en août 1979, créé un incident diplomatique entre les États-Unis et l'URSS,,.
En 1989, Mikaelian devient directeur artistique du studio cinématographique Petropol à Saint-Pétersbourg.
Dans son style, le réalisateur évite les dénouements tragiques, à l'exception du film J'accepte le combat (Принимаю бой, 1965). Ses scénarios se déroulent principalement dans le contexte social où les héros s'opposent à la routine qui tente leur ôter leur personnalité. Il s'y glisse imperceptiblement la critique des pratiques du régime en place. Toutefois, après la perestroïka, quand il devient aisé de pointer du doigt les failles du socialisme, Mikaelian délaisse ses sujets pour se tourner vers les drames de guerre et même vers la comédie.
Du 24 au 28 septembre 2012, l'artiste participe au XXe Festival du cinéma national Vivat Kino Rossii ! (Виват кино России!).
Mort le 10 décembre 2016 à Saint-Pétersbourg, Sergueï Mikaelian est enterré au cimetière Serafimovski.

## Filmographie
- 1960 : Pierres multicolores (en russe : Разноцветные камешки)
- 1963 : J'accepte le combat (ru) (Принимаю бой, Prinimaïou boï)
- 1965 : Je vais au-devant de l'orage (Иду на грозу, Idu na grozu) - réalisateur et scénariste
- 1968 : On ne vit qu'une fois (Всего одна жизнь)
- 1971 : Parle-moi de toi (ru) (Расскажи мне о себе)
- 1972 : Grand Maître (Гроссмейстер)
- 1975 : La Prime (Премия)
- 1976 : Les Veuves (Вдовы)
- 1979 : Avec amour partagé (ru) (С любовью пополам, S liouboviou popolam)
- 1982 : Amoureux volontaire (Влюблен по собственнomу желанию)
- 1985 : Vol 222 (Рейс 222)
- 1989 : Cent soldats et deux jeunes filles (ru) (Сто солдат и две девушки, Sto soldat i dve devouchki)
- 1993 : Un fiancé difficile (ru) (Разборчивый жених, Razbortchivy jenikh)
- 1994 : Valse française (Французский вальс) - réalisateur, scénariste et décorateur

## Récompenses
- Prix d'État de l'URSS en 1976 pour La Prime (1975)
- Premier prix et prix du meilleur travail des acteurs au Festival de l'Union soviétique 1983 avec Parle-moi de toi

## Distinctions
- ordre de la Guerre patriotique de 1re classe : 1985
- ordre de la Gloire
- Médaille pour la victoire sur l'Allemagne